# Club Atlético Ledesma
Es una institución deportiva, merendero y hospital  fundado el 2 de diciembre de 1928 por la Empresa Ledesma S.A.A.I. con el nombre de Club Atlético Ingenio Ledesma  a través de la fusión lograda entre de los Clubes existentes de la época que eran el Club Juventud Unida y Club Unión Ledesma. Se encuentra ubicado en la Ciudad de Libertador General San Martín, Departamento Ledesma, Provincia de Jujuy, Argentina.  
En la institución debutó como futbolista profesional el internacional con la Selección Argentina, Ariel Ortega.

## Algunos triunfos históricos
- Torneo Nacional 1977,  21/12/1977: Atlético Ledesma 3-2 Argentinos Juniors.[7]
- Torneo Nacional 1977,  7/1/1978: Atlético Ledesma 1-0 Independiente.[8]
- Torneo Nacional 1978, 8/11/1978: Atlético Ledesma 3-0 Newell's Old Boys.[7]
- Torneo Nacional 1978, 17/12/1978: Estudiantes de La Plata 1-4 Atlético Ledesma.[9]

## Estadísticas en Torneos de AFA
| Torneo               | Pts. | PJ  | PG | PE | PP | GF  | GC  | Dif. |
| -------------------- | ---- | --- | -- | -- | -- | --- | --- | ---- |
| Primera División     | 48   | 64  | 15 | 18 | 31 | 75  | 105 | -30  |
| Torneo Regional      | 91   | 73  | 36 | 19 | 18 | 112 | 62  | 50   |
| Torneo del Interior  | 67   | 60  | 26 | 15 | 19 | 109 | 76  | 33   |
| Torneo Argentino B   | 85   | 56  | 22 | 19 | 15 | 73  | 57  | 16   |
| Copa de la República | 0    | 1   | 0  | 0  | 1  | 0   | 1   | -1   |
| Total                | 291  | 254 | 99 | 71 | 84 | 369 | 301 | 68   |

## Liga de origen
- Participa de la Liga Regional Jujeña de Fútbol[10] con sede en la ciudad de Libertador General San Martín, departamento Ledesma, provincia de Jujuy.

## Datos del club
- Participaciones en Torneos de AFA: 24
- Participaciones en 1°: 5
  - Torneos Nacionales (5): 1976, 1977, 1978, 1979, 1984.
  - Torneos Regionales (11): 1975, 1976, 1977, 1978, 1979, 1981, 1982, 1983, 1984 ,1985, 1985/86.
  - Torneos del Interior (4): 1986/87, 1988, 1988/89, 1990/91.
- Participaciones en 4°: 3
  - Torneos Argentino B (3): 2004, 2004/05, 2005/06.
  - Copa de la República (1): 1944.

## Estadio Trapiche Azucarero
El estadio del Club Atlético Ledesma se denomina "El Trapiche Azucarero" y tiene una capacidad para 20.000 espectadores. Fue inaugurado en 1964 y se encuentra entre la calle 25 de mayo y Avenida Las Palmeras (camino de tierra) del B° Ledesma.

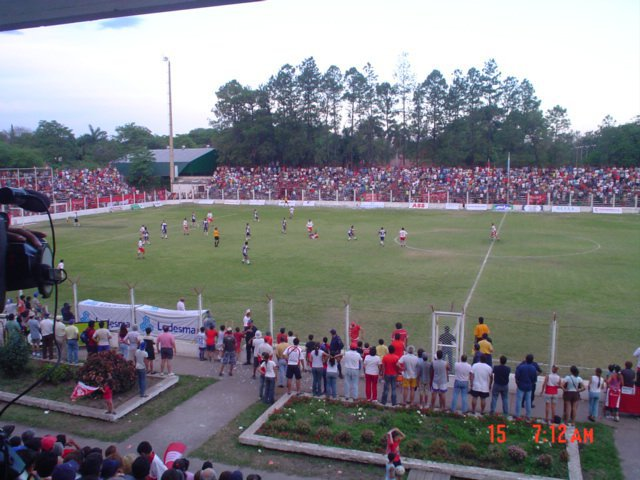
Estadio Trapiche Azucarero

## Rivalidades
- Centro Juventud Antoniana

Se enfrentaron en 14 oportunidades, con 6 triunfos para Atlético Ledesma, 3 para Juventud Antoniana y 5 empates
- Gimnasia y Esgrima de Jujuy

Disputaron 14 encuentros, con 8 victorias para Atlético Ledesma, 5 para Gimnasia y 1 empate
| Atlético Ledesma vs. | PJ | PG | PE | PP | GF | GC | Dif |
| -------------------- | -- | -- | -- | -- | -- | -- | --- |
| Gimnasia y Esgrima   | 14 | 8  | 1  | 5  | 24 | 17 | +7  |
| Juventud Antoniana   | 14 | 6  | 5  | 3  |    |    |     |

## Amistoso internacional

#### Partidos internacionales
| Fecha                    | Lugar                 | Local            | Resultado | Visitante |
| ------------------------ | --------------------- | ---------------- | --------- | --------- |
| 07 de septiembre de 1978 | San Salvador de Jujuy | Atlético Ledesma | 1-3       | Peñarol   |

## Goleadas

### A favor
En Primera División:
- En Primera División: 5-1 a San Telmo (Nacional 12/12/1976)

En Torneos regionales:
- En Torneo Regional: 8-0 a Ficoseco (El Carmen) (21/11/1982)

En Torneo del interior:
- En Torneo del Interior: 7-0 a Concepción F.C. (Tucumán) (19/3/1989)

En Cuarta División:
- En Torneo Argentino B: 5-0 a Campo Durán (Aguaray) (7/3/2004)

### En contra
En Primera División:
- En Primera División: 0-5 vs Vélez Sarsfield (21/10/1979)

En Torneos regionales:
- En Torneo Regional: 2-6 vs Juventud Antoniana (19/4/1981)

En Torneo del interior:
- En Torneo del Interior: 0-4 vs Juventud Antoniana (26/3/1989)

En Cuarta División:
- En Torneo Argentino B: 0-3 vs San Martín (Tucumán) (5/3/2005)

## Palmarés

### Títulos nacionales oficiales (5)
| Torneos nacionales oficiales | Torneos nacionales oficiales  | Torneos nacionales oficiales |
| Competición                  | Títulos                       | Subcampeonatos               |
| ---------------------------- | ----------------------------- | ---------------------------- |
| Torneos Regionales (5/1)     | 1976, 1977, 1978, 1979, 1984. | 1975.                        |
| Torneo del Interior (1/0)    | 1988-89                       |                              |
| Zonal Noroeste (0/1)         |                               | 1989                         |

### Torneos provinciales oficiales (17)
| Torneos locales oficiales           | Torneos locales oficiales | Torneos locales oficiales                                                     |
| Competición                         | Período                   | Títulos                                                                       |
| ----------------------------------- | ------------------------- | ----------------------------------------------------------------------------- |
| Liga Regional Jujeña de Fútbol (13) | Sin datos                 | 1990, 1991, 1992, 1993, 1994, 1995, 1998, 1999, 2000, 2001, 2002, 2003, 2004. |
| Copa Jujuy                          | 2018-presente             |                                                                               |
| Copa Confraternidad Salta-Jujuy (4) | Sin datos                 | 1976, 1986, 1988, 1989.                                                       |